# Melhania oblongifolia
Melhania oblongifolia är en malvaväxtart som beskrevs av Ferdinand von Mueller. Melhania oblongifolia ingår i släktet Melhania och familjen malvaväxter. Inga underarter finns listade i Catalogue of Life.